# Roger Espinoza
Roger Espinoza (Puerto Cortés, 25 de outubro de 1986) é um futebolista profissional hondurenho, milita atualmente no Sporting Kansas City.

## Carreira
Espinoza fez parte do elenco da Seleção Hondurenha de Futebol nas Olimpíadas de 2012, e das Copas do Mundo de 2010 e 2014.

## Títulos
Kansas City
- Copa dos Estados Unidos: 2012

 Wigan
- Copa da Inglaterra: 2012-13